# Midland Railway

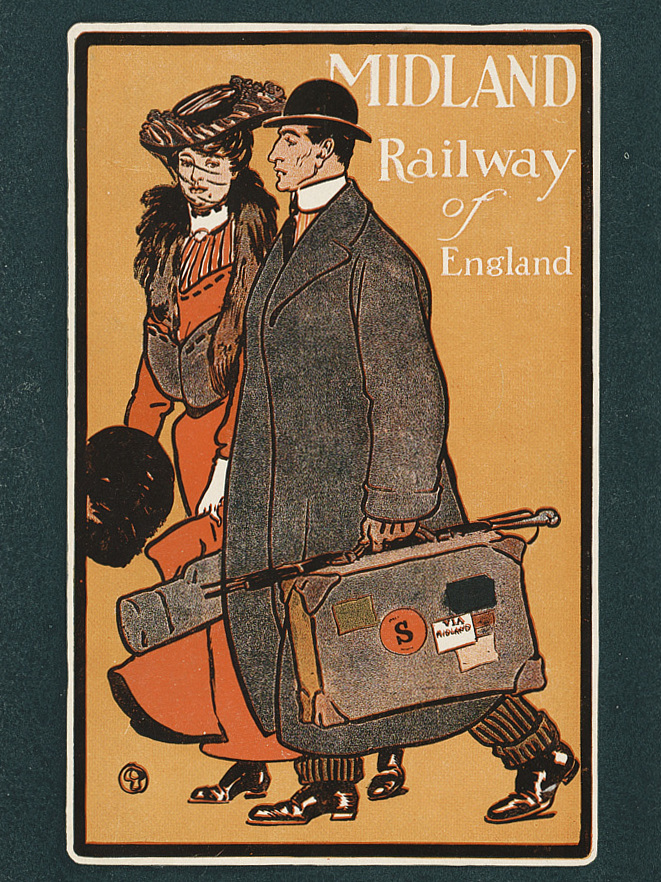
Midland Railway

A Midland Railway (MR) foi uma empresa ferroviária do Reino Unido, criada em 1844 e extinta em 1922, quando tornou-se parte da London, Midland and Scottish Railway.
A Midland Railway possuiu uma grande rede de linhas centralizadas em East Midlands, com sua sede em Derby. Inicialmente conectava Leeds com Londres (St Pancras) através de East Midlands, pela que é atualmente a Midland Main Line; posteriormente, passou a ligar East Midlands com Birmingham e Bristol, e com York e Manchester.